# Parigi-Tours Espoirs 2019
La Parigi-Tours Espoirs 2019, settantasettesima edizione della corsa, valida come evento dell'UCI Europe Tour 2019 categoria 1.2U, si è svolta il 13 ottobre 2019 su un percorso di 183 km con partenza da Bonneval ed arrivo a Tours. Fu vinto dal francese Alexys Brunel che terminò la gara in 4h58'20", alla media di 36,804 km/h, battendo lo svizzero Joël Suter e a completare il podio il norvegese Jonas Hvideberg.
Partenza con 154 ciclisti, dei quali 99 completarono la gara.

## Squadre partecipanti
| N.      | Cod. | Squadra                     |
| ------- | ---- | --------------------------- |
| 1-5     | SEG  | SEG Racing Academy          |
| 11-15   | DSU  | Development Team Sunweb     |
| 21-25   |      | Home Solution-Soenens       |
| 31-35   |      | Chambéry Cyclisme Formation |
| 41-45   | MET  | Metec-TKH-Mantel            |
| 51-55   |      | CR4C Roanne                 |
| 61-65   | CGF  | Équipe Cont. Groupama-FDJ   |
| 71-75   |      | Vendée U                    |
| 81-85   |      | VC Rouen 76                 |
| 91-95   |      | A.V.C. Aix-en-Provence      |
| 101-105 | GER  | Selezione tedesca           |
| 111-115 |      | EFC-L&R-Vulsteke            |
| 121-125 |      | Lotto-Soudal U23            |
| 131-135 |      | Pays de la Loire            |
| 141-145 | UXT  | Uno-X Norwegian Dev. Team   |
| 151-155 |      | Team Pays de Dinan          |

| N.      | Cod. | Squadra                          |
| ------- | ---- | -------------------------------- |
| 161-165 |      | Île-de-France                    |
| 171-175 |      | Côtes d'Armor-Marie Morin        |
| 181-185 |      | EC Saint-Étienne Loire           |
| 191-195 |      | Team U Nantes Atlantique         |
| 201-205 |      | GM Recycling Team                |
| 211-215 |      | V.C. Pays de Loudéac             |
| 221-225 |      | C.C. Étupes                      |
| 231-235 | BEL  | Selezione belga                  |
| 241-245 |      | C.C. Villeneuve Saint Germain    |
| 251-255 |      | Nouvelle-Aquitaine               |
| 261-265 | AKT  | Akros-Thömus                     |
| 271-275 |      | CG Orléans-Loiret                |
| 281-285 |      | SCO Dijon-Team Material-velo.com |
| 291-295 |      | Sojasun Espoir-ACNC              |
| 301-305 |      | Bourg-en-Bresse Ain Cyclisme     |

## Ordine d'arrivo (Top 10)
| Pos. | Corridore        | Squadra      | Tempo    |
| ---- | ---------------- | ------------ | -------- |
| 1    | Alexys Brunel    | Groupama     | 4h58'20" |
| 2    | Joël Suter       | Akros        | a 29"    |
| 3    | Jonas Hvideberg  | Uno-X        | a 1'03"  |
| 4    | Maxime Chevalier | P. Loudéac   | a 1'09"  |
| 5    | Lars Saugstad    | Uno-X        | a 1'20"  |
| 6    | Ward Vanhoof     | Lotto U23    | s.t.     |
| 7    | Maxime Jarnet    | Saint-Ét.    | s.t.     |
| 8    | Maël Guégan      | Sojasun      | s.t.     |
| 9    | Anthony Jullien  | Chambéry     | s.t.     |
| 10   | Jonathan Couanon | Aix-en-Prov. | s.t.     |